# Bisdom Huajuapan de León
Het bisdom Huajuapan de León (Latijn: Dioecesis Huaiuapanensis) is een rooms-katholiek bisdom met als zetel Huajuapan de León, in Mexico. Het bisdom is suffragaan aan het aartsbisdom Puebla de los Ángeles. 

## Geschiedenis
Het bisdom werd opgericht op 25 april 1902, als het bisdom Mixtecas, uit delen van het aartsbisdom  Antequera en het bisdom Tlaxcala, en had geen kerkprovincie maar viel direct onder de Heilige Stoel. Op 11 augustus 1903 werd het suffragaan aan het aartsbisdom Puebla de los Ángeles, en op 13 november 1903 veranderde het van naam naar bisdom Huajuapan de León. 

## Parochies
Het bisdom had in 2021 een oppervlakte van 26.000 km2 en telde 1.308.000 inwoners waarvan 97,5% rooms-katholiek was.

## Bisschoppen
- Rafael Amador y Hernández (27 maart 1903 - 3 juni 1923)
- Luis María Altamirano y Bulnes (3 augustus 1923 - 13 maart 1933)
- Jenaro Méndez y del Río (17 maart 1933 - 13 maart 1952)
- Celestino Fernández y Fernández (12 mei 1952 - 25 juli 1967; hulpbisschop sinds 20 maart 1948)
- José López Lara (11 december 1967 - 4 september 1981)
- José de Jesús Aguilera Rodriguez (11 juni 1982 - 8 maart 1991)
- Felipe Padilla Cardona (15 februari 1992 - 26 augustus 1996)
- Teodoro Enrique Pino Miranda (2 december 2000 - 2 juli 2020)
- Miguel Ángel Castro Muñoz (27 maart 2021 - heden)

Puebla de los Ángeles (aartsbisdom) · Huajuapan de León · Tehuacán · Tlaxcala